# Stefano Benni
Stefano Benni (Bologna, 12 agosto 1947) è uno scrittore, umorista, giornalista, sceneggiatore, poeta e drammaturgo italiano.

## Biografia
È autore di vari romanzi e antologie di racconti di successo, tra i quali Bar Sport, Elianto, Terra!, La compagnia dei celestini, Baol, Comici spaventati guerrieri, Saltatempo, Margherita Dolcevita, Spiriti, Il bar sotto il mare e Pane e tempesta. I suoi libri sono stati tradotti in più di 30 lingue. Ha collaborato con i settimanali L'Espresso e Panorama, con i satirici Cuore e Tango, i mensili Il Mago (dove esordì e dove pubblicò a puntate parte di Bar Sport) e Linus, i quotidiani La Repubblica e Il manifesto. Da qualche anno pubblica racconti inediti tradotti in arabo sulla rivista Al Doha.
Autore televisivo, fu "battutista" di Beppe Grillo agli esordi: sua la celebre gag del teorema "Pietro Longo=P2" per la quale L'Umanità, l'organo del PSDI, chiese senza successo alla commissione parlamentare di vigilanza Rai la rimozione di Grillo dalla tv di Stato. Nel 1989 con Umberto Angelucci diresse il film Musica per vecchi animali, tratto dal suo romanzo Comici spaventati guerrieri e interpretato da Dario Fo, Paolo Rossi e Viola Simoncioni, ma già due anni prima era stato sceneggiatore di un altro film, Topo Galileo di Francesco Laudadio, interpretato dall'amico Beppe Grillo e musicato da Fabrizio De André e Mauro Pagani. Con il jazzista Umberto Petrin è autore di Misterioso. Viaggio nel silenzio di Thelonious Monk. Dal 1998 al 1999 ha diretto la collana editoriale “Ossigeno”, per la quale è comparso anche come autore del racconto Il più veloce del cosmo, all'interno dell'Albo avventura N 1 (1998), nonché nell'inedito ruolo di fumettista nell'Albo avventura N 2 (1999).
I suoi romanzi e racconti contengono, non solo tramite la costruzione di mondi e situazioni immaginarie, una forte satira della società italiana degli ultimi decenni. Il suo stile di scrittura fa ampio uso di giochi di parole, neologismi e parodie di altri stili letterari. È grande amico dello scrittore francese Daniel Pennac. Fu Benni a convincere la casa editrice Feltrinelli a tradurre in italiano i primi libri di Pennac. Da allora ciascuno dei due autori è solito presentare i libri dell'altro quando questi vengono pubblicati nei rispettivi Paesi. L'opera Grazie! di Pennac è dedicata a Benni.
Nell'ottobre 2009 è salito sul palco con il cantautore australiano Nick Cave, in occasione di un concerto al Teatro Dal Verme di Milano, per un reading in italiano di alcuni spezzoni del libro di Cave La Morte di Bunny Munro. È soprannominato "Lupo", nome che gli deriva dalla sua infanzia trascorsa nella campagna di Monzuno. Il nome ricompare più volte nell'opera di Benni per identificare un legame autobiografico tra un personaggio e l'autore, come il professor "Stephen Lupus" di Stranalandia, o "Luca Lupetto" di Comici spaventati guerrieri e "Lupetto" protagonista di Saltatempo.
Il 29 settembre 2015 pubblica sulla sua pagina Facebook ufficiale una lettera in cui spiega le sue ragioni nell'aver rifiutato il premio Vittorio de Sica, attribuito annualmente ad alte personalità italiane e straniere che si sono distinte nelle arti (e solitamente consegnato ufficialmente dal Presidente della Repubblica o da un Ministro), in protesta contro i tagli alla cultura e alla scuola attuati dal Governo Renzi. Il 21 ottobre 2018 è stato presentato, al Festival del Cinema di Roma, il documentario biografico Le avventure del Lupo - La storia quasi vera di Stefano Benni, diretto da Enza Negroni.

## Opere

### Romanzi
- Terra!, Milano, Feltrinelli, 1983. ISBN 88-07-04003-4.
- Stranalandia, disegni di Pirro Cuniberti, Milano, Feltrinelli, 1984. ISBN 88-07-14083-7.
- Comici spaventati guerrieri, Milano, Feltrinelli, 1986. ISBN 88-07-01316-9.
- Baol. Una tranquilla notte di regime, Milano, Feltrinelli, 1990. ISBN 88-07-01409-2.
- La Compagnia dei Celestini, Milano, Feltrinelli, 1992. ISBN 88-07-01446-7.
- Elianto, Milano, Feltrinelli, 1996. ISBN 88-07-01495-5.
- Spiriti, Milano, Feltrinelli, 2000. ISBN 88-07-01566-8.
- Saltatempo, Milano, Feltrinelli, 2001. ISBN 88-07-01602-8.
- Achille piè veloce, Milano, Feltrinelli, 2003. ISBN 88-07-01640-0.
- Margherita Dolcevita, Milano, Feltrinelli, 2005. ISBN 88-07-01677-X.
- Pane e tempesta, Milano, Feltrinelli, 2009. ISBN 978-88-07-01791-9.
- La traccia dell'angelo, Palermo, Sellerio, 2011. ISBN 88-389-2576-3.
- Di tutte le ricchezze, Milano, Feltrinelli, 2012. ISBN 978-88-07-01910-4.
- La bottiglia magica, Rizzoli Lizard, 2016
- Prendiluna, Milano, Feltrinelli, 2017. ISBN 978-88-07-03240-0.
- Dancing Paradiso, Milano, Feltrinelli, 2019. ISBN 978-88-07-03344-5
- Giura, Milano, Feltrinelli, 2020. ISBN 978-88-07-03393-3

### Racconti

#### Raccolte
- Bar Sport, Milano, Mondadori, 1976; Feltrinelli, 1997. ISBN 88-07-81434-X.
- La tribù di Moro Seduto, Milano, Mondadori, 1977.
- Non siamo stato noi. Corsivi e racconti, Roma, Savelli, 1978.
- Il bar sotto il mare, Milano, Feltrinelli, 1987. ISBN 88-07-01346-0.
- L'ultima lacrima, Milano, Feltrinelli, 1994. ISBN 88-07-01479-3.
- Bar Sport Duemila, Milano, Feltrinelli, 1997. ISBN 88-07-01529-3.
- La grammatica di Dio. Storie di solitudine e allegria, Milano, Feltrinelli, 2007. ISBN 978-88-07-01733-9.
- Miss Galassia, illustrazioni di Luci Gutiérrez, Roma, Orecchio acerbo, 2008. ISBN 978-88-89025-70-3.
- Fen il fenomeno, Milano, Feltrinelli, 2011. ISBN 978-88-07-49114-6.
- Le Beatrici, Milano, Feltrinelli, 2011. ISBN 978-88-07-01831-2.
- Pantera, Milano, Feltrinelli, 2014. ISBN 978-88-07-03073-4.
- Cari mostri, Milano, Feltrinelli, 2015. ISBN 978-88-07-03137-3

#### Singoli
- Paz e la carpa Nan Ch'ai, in Il Grifo, n. 5, agosto 1991, ora in Andrea Pazienza, Paz. Scritti, disegni, fumetti, a cura di Vincenzo Mollica, Torino, Einaudi, 1997. ISBN 88-06-14599-1.
- Il più veloce del cosmo, in Albo avventura n. 1, Milano, Feltrinelli Traveller, 1998. ISBN 88-7108-303-2.
- C'era una volta l'AIDS, in Mondi al limite. 9 scrittori per Medici senza frontiere, Milano, Feltrinelli, 2008. ISBN 978-88-07-17159-8.

### Poesie

#### Raccolte
- Prima o poi l'amore arriva, Milano, Feltrinelli, 1981. ISBN 88-07-80928-1.
- Ballate, Milano, Feltrinelli, 1991. ISBN 88-07-70019-0.
- Blues in sedici. Ballata della città dolente, Milano, Feltrinelli, 1998. ISBN 88-07-81463-3.

#### Singole
- El Señor Fulci, in Comitato Bir Zeit, Kufia. Matite italiane per la Palestina, Napoli, L'alfabeto urbano-Cuen, 1988.

### Drammaturgie
- Teatro, Milano, Feltrinelli, 1999. ISBN 88-07-81550-8.
- Teatro 2, Milano, Feltrinelli, 2003. ISBN 88-07-81739-X.
- Misterioso. Viaggio nel silenzio di Thelonious Monk, al pianoforte Umberto Petrin, Milano, Feltrinelli, 2005. ISBN 88-07-49041-2. [con DVD]
- Le Beatrici, Milano, Feltrinelli, 2011. ISBN 978-88-07-01831-2.
- Teatro 3, Milano, Feltrinelli, 2017. ISBN 978-88-07-89016-1.

### Raccolte di articoli
- Il Benni furioso, Roma, Il manifesto, 1979.
- Spettacoloso, Milano, Mondadori, 1981.
- Il ritorno del Benni furioso, Roma, Il manifesto, 1986.
- Dottor Niù. Corsivi diabolici per tragedie evitabili, Milano, Feltrinelli, 2001. ISBN 88-07-84001-4.

### Varie
- L'uomo che incontrò il piccolo drago, con Danilo Maramotti in Corto Maltese, nn. 3, 4, 5, 6, 1986, ora in L'uomo che incontrò il piccolo drago, Roma, Mompracem, 2013. ISBN 978-88-68-26089-7.
- Asino chi non legge, Milano, Feltrinelli, 1999. ISBN 88-07-33072-5.
- Leggere, scrivere, disobbedire, conversazione con Goffredo Fofi, Roma, Minimum fax, 1999. ISBN 88-86568-77-0.
- Sull'arte del servire, in Quinto Navarra, Memorie del cameriere di Mussolini, Napoli, L'ancora del Mediterraneo, 2004. ISBN 88-8325-124-5.
- Mondo Babonzo. Museo delle creature immaginarie. Catalogo, con Altan e Piero Perotti, Roma, Gallucci, 2006. ISBN 88-88716-87-4.
- Vecchio come un libro, Bologna, Biblioteca Sala Borsa, 2006.
- 10 teorie sull'estinzione dei dinosauri (e 25 animali fantastici), con Altan, Roma, Gallucci, 2016. ISBN 978-88-93480-18-5.
- La bambina che parlava ai libri, con Gianluca Folì, Milano, Feltrinelli, 2019. ISBN 88-07-33968-4.

## Filmografia

### Sceneggiatore

#### Lungometraggi
- Topo Galileo, regia di Francesco Laudadio (1987)
- Musica per vecchi animali, regia di Stefano Benni e Umberto Angelucci (1989)
- Bar Sport, regia di Massimo Martelli (2011)

#### Cortometraggi
- Arturo perplesso di fronte alla casa abbandonata sul mare, regia di Marilisa Calò (1991)
- Coincidenze, regia di Gabriele Paoli (2010)
- The 15th Time, regia di Jeymi Martballis (2010)
- Bloody Mary, regia di Yasmina Aidi (2011)

### Regia
- Musica per vecchi animali (1989) (con Umberto Angelucci)

### Attore
- Sleepless, regia di Maddalena De Panfilis (2009)
- Ultima trasmissione, regia di Niccolò Andenna (2010)
- Ululuna, regia di Maria Beatrice Alonzi e Jacopo Neri (2019)

## Discografia

### Reading
- Sconcerto, con Paolo Damiani, Roma, Il manifesto, 1999. CD registrato dal vivo al festival "Rumori mediterranei", Roccella Jonica, 28 agosto 1998, su testi tratti dal libro di Stefano Benni Blues in sedici.

### Audiolibri
- Baldanders, Roma, Full Color Sound, 2004. ISBN 88-7846-000-1. [audiolibro in CD con 11 brani letti da Stefano Benni accompagnato dalle musiche di Paolo Damiani, Roberto Dani, Paolo Fresu, Umberto Petrin e Gianluigi Trovesi]
- La terra desolata, Roma, Full Color Sound, 2010. ISBN 88-7846-041-9. [audiolibro in CD con il poema di T.S. Eliot letto da Stefano Benni accompagnato dalle musiche di Umberto Petrin]

## Riconoscimenti
- Nastro d'argento
  - 1990 - Candidatura a miglior regista esordiente per Musica per vecchi animali